# Douglas County (South Dakota)
Douglas County, ein County im Bundesstaat South Dakota der Vereinigten Staaten, ist benannt nach dem Politiker Stephen A. Douglas. Das U.S. Census Bureau hat bei der Volkszählung 2020 eine Einwohnerzahl von 2835 ermittelt. 
Armour, der Verwaltungssitz (County Seat) des County, wurde 1885 gegründet. Er ist benannt nach dem Fleischfabrikanten Philip Danforth Armour Sr. (1832–1901) und hatte bei der Volkszählung 2010 699 Einwohner. 

## Geographie
Das County hat eine Fläche von 1845 Quadratkilometern; davon sind 2 Quadratkilometer (0,14 Prozent) Wasserflächen. Es ist in 14 Townships eingeteilt: Belmont, Chester, Clark, East Choleau, Garfield, Grandview, Holland, Independence, Iowa, Joubert, Lincoln, Valley, Walnut Grove und Washington.

## Geschichte

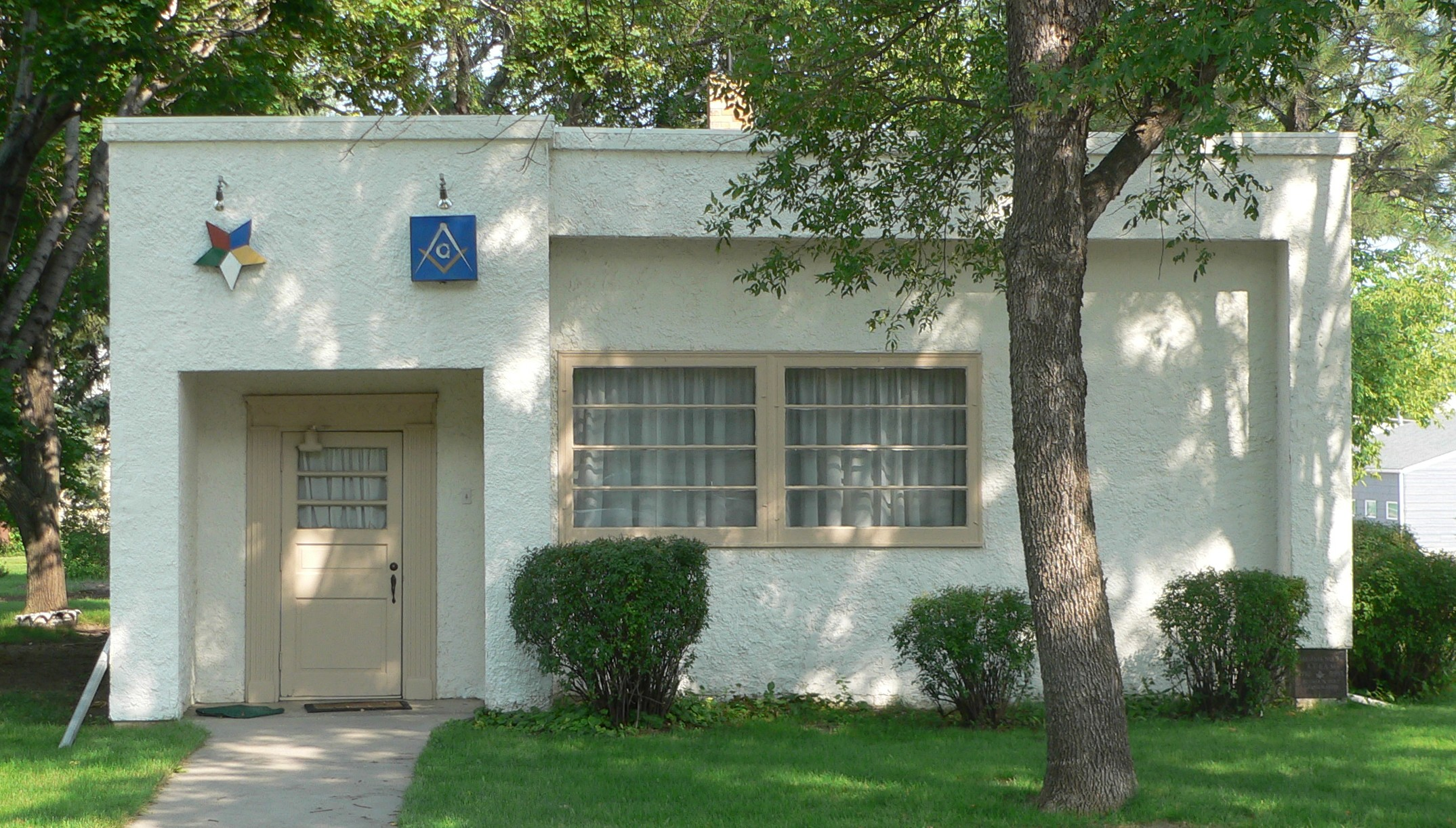
Freimaurertempel im Armour Historic District. Dieser Historic District ist einer von acht Einträgen des Countys im NRHP.

Acht Bauwerke und Stätten des Countys sind im National Register of Historic Places (NRHP) eingetragen (Stand 31. Juli 2018).

## Städte und CDP
Städte (cities)
- Armour
- Corsica
- Delmont

Census-designated places
- Greenwood Colony
- Harrison
- New Holland